# خوسيه أنطونيو هيرناندو
خوسيه أنطونيو هيرناندو (بالإسبانية: José Antonio Hernando)‏ (مواليد 30 يناير 1963) هو ملاكم إسباني، مثّل بلاده في الألعاب الأولمبية الصيفية 1984.

## روابط خارجية
خوسيه أنطونيو هيرناندو على موقع أوليمبيديا (الإنجليزية)